# Lewis Gordon
Lewis Ricardo Gordon (nacido el 12 de mayo de 1962) es un filósofo estadounidense que trabaja en la Universidad de Connecticut, se especializa en las áreas de Filosofía africana, existencialismo, fenomenología, teoría social y política, pensamiento postcolonial, teorías de raza y racismo, filosofía de liberación, estética, filosofía de la educación, y filosofía de la religión. Ha escrito extensivamente sobre Africana y existencialismo negro, fenomenología postcolonial, raza y racismo, y sobre los trabajos y el pensamiento de W. E. B. Du Bois y Frantz Fanon. Su libro más reciente está titulado: Qué dijo Fanon: Introducción filosófica a su Vida y Pensamiento.

## Biografía
Gordon se graduó en 1984 de Lehman Universidad, CUNY, a través del Programa de becas Lehman, con una Licenciatura de Artes, magna cum laude y como miembro de Phi Beta Kappa.  Completó su Maestría de Artes y Maestría de Filosofía en 1991 en la Universidad de Yale, y recibió su doctorado de Filosofía con distinción en la misma universidad en 1993. Luego de completar sus estudios doctorales, Gordon enseñó en la Universidad Brown, Yale, Universidad de Purdue, y Universidad de Templo, donde fue el Profesor de Filosofía Laura  H. Carnell en el Departamento de Filosofía con afiliaciones en Estudios Religiosos y Judaicos. Es actualmente Profesor de Filosofía y Estudios de Africana, con afiliaciones en Estudios Judaicos y del Caribe, Latinos, y Estudios latinoamericanos, en la Universidad de Connecticut en Storrs. También Profesor Visitante de filosofía Europea en Universidad de Toulouse, Francia, y Profesor Visitante en Estudios Políticos e Internacionales Nelson Mandela en la Universidad de Rhodes en Sudáfrica (2014–2016).
En Templo, fue Director del Instituto para el Estudio de Raza y Pensamiento Social (ISRST), el cual está dedicado a investigar la complejidad y dimensiones sociales de la raza y racismo. Dentro de los muchos proyectos del ISRST se incluyen; desarrollar un consorcio en Estudios afro-latinoamericanos, un Proyecto de Personas de Filadelfia Blues, Estudios semiológicos de indigeneidad, un proyecto de la Sociedad Civil Negra, symposios sobre raza, sexualidad y salud sexual, y trabajo actual en filosofía Africana. Gordon era Editor Ejecutivo de volúmenes los I-V de Revisión de Filosofía Radical: Revista de la Asociación de Filosofía Radical y coeditor de la serie de libros en filosofía Africana de Routledge. Además, es Presidente de la Asociación Filosófica del Caribe.
Gordon es el fundador del Centro para Estudios afro-judíos, el único centro de investigación de su tipo, que se centra en desarrollar y proporcionar fuentes de información fiables sobre poblaciones africanas y africano judío-diaspóricas o poblaciones de descendencia hebrea. Gordon ha afirmado: "En la actualidad, no hay tal cosa como sangre judía pura. Los judíos son un grupo criollizado de gente de muchas razas. Ha sido de esa manera al menos desde los tiempos en que abandonamos Egipto como africanos y egipcios [culturalmente] mixtos [es decir, de otras partes de África]."
Gordon fundó el Programa "Second Chance" en el Instituto Lehman en el Bronx, Nueva York. Está casado con Jane Anna Gordon.

## Filosofía y trabajo en teoría

### Existencialismo negro
Gordon está considerado entre los académicos principales del existencialismo negro. Alcanzó prominencia en este tema por primera vez debido a su primer libro, Bad Faith and Antiblack Racism (1995), el cual era estudio de fenomenología existencial de antirracismo negro, y su Existence in Black: An Anthology of Black Existential Philosophy (1997).  El libro está escrito en cuatro partes, con una serie de capítulos cortos que en distintos momentos toman la forma de viñetas fenomenológicas. Bad Faith, de la forma en que Gordon lo interpreta, es un fenómeno coextensivo que refleja la metaestabilidad de la condición humana. Es una negación de la realidad humana, un esfuerzo para eludir la libertad, un escaparse de la responsabilidad, una elección en contra de la capacidad de elegir, una aserción de ser el único punto de vista en el mundo, una aserción de ser el mundo, un esfuerzo para negar tener un punto de vista, un escapar de verdades desagradables a mentiras placenteras, una forma de misantropía, un acto de creer lo que uno no cree, una forma de la seriedad del espíritu, sinceridad, un esfuerzo para desarmar evidencia (una innovación de Gordon), una forma sedimentada o institucional de una versión de todo esto, y (otra innovación de Gordon) una escapar de la guerra contra la realidad social. Gordon rehúsa ideas de consciencia desambiguada (pues argumenta que son formas de Bad Faith) y articula una teoría del cuerpo-en-mala-fe. Gordon también rechaza discursos de autenticidad. Los ve como atrapados en expectativas de sinceridad, lo cual también es una forma de mala fe. Propone, en cambio, una buena fe crítica, lo cual argumenta que requiere respeto para la evidencia e imputabilidad en el mundo social, un mundo de relaciones intersubjetivas.

### La cuestión del racismo
El racismo, argumenta Gordon[cita requerida], requiere el rechazo de la humanidad de otro ser humano.  Como el otro ser humano es un ser humano, tal rechazo es una contradicción con la realidad. Un racista debe, entonces, negar la realidad, y como la comunicación es posible entre un racista y las personas quienes son el objeto de aversión racial, entonces la realidad social es también lo que está negado por culpa de las afirmaciones racistas. Un racista, entonces, intenta evitar la realidad social. Gordon argumenta que como las personas sólo podrían "aparecer" si están encarnados, entonces el racismo es un ataque a las realidades encarnadas. Es un esfuerzo para hacer las realidades encarnadas cuerpos sin puntos de vista o para hacer puntos de vista sin cuerpos. El racismo es una forma del espíritu de la seriedad, con lo cual Gordon quiere decir el tratamienta de valores como si fueran aspectos materiales del mundo en vez de expresiones de la libertad y responsabilidad humanas. El racismo adscribe a la gente llamada "racialmente inferior" valores intrínsecos que emanan de su carne. Como resultado del espíritu de seriedad ocurre la racionalidad racial. Aquí, Gordon, en acuerdo con Frantz Fanon, argumenta que los racistas no son personas irracionales si no que son expresiones hyper-racionales de racionalidad racial. En otras palabras, rechaza las teorías que consideran al racismo como una función de malas emociones o pasiones. Tales fenómenos, sugiere, emergen como consecuencia del pensamiento racista, pero no son su causa. Si uno no está dispuesto a lidiar con el tiempo, una respuesta altamente emocional puede concentrar todo tiempo en un solo instante, lo cual conduce al desborde de lo que uno prefiere creer por encima de lo que uno tiene miedo de enfrentar.
Gordon analiza una variedad de problemas en el estudio del racismo antinegro, como el racismo antinegro cometido por negros, las "cualidades" raciales, y las dimensiones ético-teológicas del racismo. Prefiere concentrarse en estudios de racismo antinegro en vez de "supremacía blanca" porque, como él señala, el racismo antinegro no podría existir sin la supremacía blanca. Hay muchas personas que rechazan la supremacía blanca pero afirman nociones de inferioridad negra. Un ejemplo de esto es que hay racistas antinegros negros. Gordon analiza este fenómeno a través de una discusión del uso de la palabra "nigger", la cual él cree que es un esfuerzo de mala fe de auto-exclusionismo negro—de, en el caso del usuario del término, no ser su objeto. El exotismo es el otro extremo. Es un rechazo de la humanidad de las personas negras bajo el pretexto de amarlas. El exotista valora a la gente negra porque él o ella los consideran, igual que a los animales, incapaces de tener un juicio válido.

### Teología e Historia-Ética
Gordon argumenta[cita requerida] que en su forma teológica, los estudios de racismo antinegro revelan una presuposición particular del pensamiento éitco Occidental que tiene que ser rechazada – la idea de semejanza como condición de obligación ética. El hecho de que una mujer negra pueda adorar a un dios con respecto a quien no es similar y nunca podría ser idéntica demuestra que el amor no requiere semejanza. Gordon argumenta que el problema ético del racismo antinegro no radica en ver la semejanza entre negros y blancos si no en ser capaz, simplemente, de respetar y ver la importancia ética de negros como negros. La lucha contra el racismo, en otras palabras, no requiere la eliminación de la raza o el reconocimiento de las diferencias raciales si no que en su lugar, demanda respeto por la humanidad de las personas que ejemplifican diferencias raciales. En Existence in Black, Gordon deliñea ciertos temas del existencialismo negro en la introducción del texto. Argumenta que el existencialismo negro reconoce muchos de los mismos temas que el existencialismo europeo pero con algunas diferencias fundamentales. Por ejemplo, aunque ambos grupos argumentan que la idea de un ser humano no tiene sentido por fuera de las comunidades humanas, que los individuos no tienen sentido sin la sociedad y que la sociedad no tiene sentido sin individuos, los existencialistas europeos tienen que defender más la individualidad porque es normativa en sus sociedades, mientras que el existencialismo negro debía concentrarse más en la comunidad para poder demostrar su membresía a la comunidad humana. La pregunta por la individualidad para los existencialistas negros se convierte en una de demostrar que no todas las personas negras son iguales. Temas como la angustia, el miedo, la libertad, el absurdo y la muerte son examinadas, también, a través de la realidad histórica del racismo antinegro y el colonialismo y, junto con eso, el significado del sufrimiento negro y la legitimidad de la existencia negra. La lógica del racismo antinegro demanda que los negros ofrezcan justificaciones para su existencia que sean requeridas para los blancos.
Gordon resalta[cita requerida] estas dinámicas utilizando las observaciones de W. E. B. Du Bois de que las personas negras suelen ser tratadas como problemas en vez de personas que enfrentan problemas en el mundo, y el llamamiento de franz Fanon que pide que las personas negras se vuelvan activas trascendiendo la dialéctica de buscar la aprovación blanca. Gordon también argumenta que la filosofía existencial negra es un área del pensamiento, lo que quiere decir que las contribuciones a su desarrollo puede provenir de cualquiera que comprenda sus problemáticas. En otras palabras, uno no tiene porque ser negro para contribuir para esta área del pensamiento. Existence in Black reflecciona sobre este punto ya que contiene artículos de otros autores de una variedad de orígenes étnicos, discutiendo temas que varían desde luchas existenciales Africanas y Afro-caribeñas con creencias en la predestinación, hasta las luchas feministas con ciertos pensamientos antiesencialistas. El capítulo de Gordon en el libro se concentra en el problema de la invisibilidad negra, la cual señala es paradójica porque es una función de la gente negra siendo hyper-visible. La posición de Gordon en esta área del pensamiento fue solidificada en el 2000 con la publicación de su libro Existencia Africana: Understanding Africana Existencial Thought. En el libro explora temas de existencia —que según señala, de su etimología latina, quiere decir destacar o aparecer— a medida que examina un conjunto de temas filosóficos que emergen de su convergencia con las realidades sufridas por las poblaciones diaspóricas africanas. Gordon argumenta que las preguntas filosóficas tradicionales no son las únicas que los filósofos deberían examinar. Gordon examina, como una cuestión de interés filosófico, asuntos que varían desde la estratificación de los negros en los discursos biográficos hasta la dificultad de estudiar a los negros como seres humanos. Rechaza la noción de que la filosofía existencialista es incompatible con el pensamiento religioso. Para apoyar esta posición, examina como la religión posee no solo preguntas únicas sobre los caminos que deben tomarse en la lucha por la liberación, pero también de las condiciones que hacen a las prácticas religiosas como la adoración posibles. Concluye la obra con una reflección sobre la escritura, en la cual explica su propio compromiso a los enfoques filosóficos trascendentales, aquellos, en otras palabras, que exploran las condiciones mediante las cuales ciertos fenómenos pueden manifestarse y se vuelven posibles. En este punto es crucial distinguir que Gordon no enfrenta la filosofía existencial en contra de la filosofía trascendental sino que argumenta a favor de ambas.

### Fenomenología y Colonialismo
Gordon también es conocido como el fundador de la feonomenlogía post-colonial y es el principal exponente de la fenomenología Africana, lo cual le ha permitido dejar una marca en los estudios Estudios sobre Fanon. Gordon desarrolló la fenomenología postcolonial, a la cual a veces se refiere como fenomenología Africana o fenomenología de-colonialista, haciendo una serie de importantes innovaciones en las fenomenologías sartreanas y husserlianas. La primera, y quizás la más importante, es su transformación de la delineación de la actitud natural en lo que él llama "suspensión ontológica". Aunque Husserl llama por la suspensión de la actitud natural, su objetivo era primeramente epistemológico. El interés de Gordon, sin embargo, se concentra principalmente en errores que ocurren a partir de afirmaciones ontológicas inapropiadas. También le preocupa la metafísica, la cual, a diferencia de muchos pensadores contemporáneos, no rechaza. En vez de eso, considera la continuación de la metafísica aristotélica, la cual avanza una noción de sustancia que está governada por la esencia y que conduce a la definición en la forma del ser esencial, como un problema. Gordon quiere hablar sobre un mundo social en el cual los significados construidos por él sin reducirlo a una ontología fisicalista. La noción de suspensión ontológica, la cual él considera compatible con la fenomenología husserliana, adelanta este esfuerzo. También convierte la fenomenología en una forma de pensamiento radicalmente auto-reflexivo, que quiere decir que debe cuestionarse incluso sus propias presuposiciones metodológicas. Por esto, debe resistirse a la colonización epistemológica, y en este sentido la fenomenología en sí misma es postcolonial o de-colonialista. Como consecuencia, Gordon rechazó por un tiempo referirse a su trabajo como "filosofía", porque eso implicaría colonizarla con un conjunto de presuposiciones disciplinarias. Prefería llamar a su trabajo "pensamiento radical", lo cual para él quería decir atreverse a penetrar en las raíces de la realidad e una manera crítica. A partir de esto, Gordon pudo generar un conjunto de conceptos teóricos que se han vuelto útiles para aquellos que han adoptado su léxico teórico; su formulación única del concepto de crisis, su teoría de cierre epistemológico, su teoría de decadencia disciplinaria y suspensión teológica de la disciplinaridad, y su análisis de la maduración y tragedia.
La mayoría de estas ideas emergieron en el trabajo que le dio a Gordon su reputación en los estudios sobre Fanon—concretamente, Fanon y la Crisis de Hombre europeo: Un Ensayo sobre Filosofía y las Ciencias Humanas (1995). Gordon introdujo una nueva etapa en los estudios sobre Fanon anunciando que no estaba interesado en escribir sobre Fanon, sino que su trabajo con Fanon formaba parte del avance de su propio proyecto intelectual (el de Gordon). Fanon era, entonces, una ocasión o punto de partida pero no el objeto principal de estudio. El trabajo es más una afirmación de la filosofía de Gordon que de la de Fanon, quien es una importante influencia en el texto. El libro ofrece una serie de innovaciones sobre las cuestiones del colonialismo y las ciencias humanas. Primero, Gordon argumenta que las crisis son en realidad comunidades humanas que se rehúsan a tomar las decisiones necesarias para la transformación de realidades creadas por la agencia humana. En resumen, son formas de decisiones en contra de la capacidad de decisión, lo cual se reduce a mala fe. La historia, argumentó, debe trascender la imposición de la historia mundial (y por lo tanto ser estructurada como una crisis) y moverse hacia una comprensión histórico-existencial de las comunidades humanas sobre la base de la buena fe crítica. Fenómenos tales como el racismo y el colonialismo, porque intentan eliminar la humanidad de los colonizados y de los objetos de racismo, imponen problemas en cuanto a si es realmente posible estudiar comunidades humanas sin colapsar en actos de prácticas imperalistas discursivas.
Gordon también ha hecho contribuciones importantes a la comprensión del trabajo de Steve Biko a través de una introducción nueva al clásico texto de Biko, I Write What I Like.

### Escencialismo y Raza
Para algunos académicos, escencialismo quiere decir que no es posible estudiar raza, racismo y colonialismo de manera apropiada porque carecen de esencia. Gordon argumenta que aunque los seres humanos son incompletos sin las leyes de la naturaleza, no se sigue necesariamente que puedan ser estudiados y comprendidos con una precisión razonable.  Inspirándose en los trabajos de Max Weber, Edmund Husserl, Alfred Schutz, y Frantz Fanon, Gordon argumentó que la verdadera tarea es desarrollar retratos precisos y tematizar la vida cotidiana. Argumenta que el racismo y el colonialismo son fenómenos de la vida diaria y que, como tales, son vividos como aspectos "normales" de la vida moderna. Aún bajo condiciones severas los seres humanos siempre encuentran formas de vivir como si estuvieran en condiciones normales. Esta forma de banalizar las cosas puede llegar al punto de distorsionar la realidad. En el caso del racismo, un grupo de gente tiene permitido vivir una vida extraordinaria bajo condiciones ordinarias, mientras que otro grupo o grupos tiene que hacerlo bajo condiciones extraordinarias. La mala fe institucional convierte esas condiciones extraordinarias en invisibles y avanza como una norma la noción falsa de un conjunto ordinario de condiciones. Este es el significado de la noción coloquial de "doble estándar". Gordon también avanza una teoría que provee de una respuesta para los constructivistas sociales en el estudio de la raza. Lo que fallan en comprender, argumenta Gordon, es que la socialización también es construida, lo cual vuelve al constructivismo social redundante.
Muchos constructivistas sociales[¿quién?] también tratan la identificación de las construcciones como la conclusión del argumento en vez del comienzo. Para Gordon, indetificar que algo es construido no es lo mismo que demostrar que el fenómeno es falso o ficticio. Los seres humanos construyen muchas cosas "reales", como el lenguaje y significado de las formas de vida generadas por esas actividades y conceptos. Muchas personas pueden, por ejemplo, actuar sobre la base de conceptos de raza (no racistas) con un buen grado de precisión. Esto simplemente quiere decir que son capaces de leer el mundo social y los cuerpos a través de los cuales ese mundo se manifiesta. El error que hacen muchos críticos es que demandan un falso criterio de universalidad e infalibilidad para la práctica de identificación racial. Gordon argumenta que esa demanda no funcionaría para la identificación de la mayoría de fenómenos sociales. Lo que se requiere no es universalidad ni infalibilidad si no que generalidad. Gordon defiende esta afirmación haciendo la distinción entre ley y principio. La ley es absoluta, sin excepciones, de manera categórica. Un principio es general y tiene excepciones. Para las cosas humanas, los principios son adscripciones más apropiadas que las leyes. Gordon argumenta que estas ideas emergieron a través de su lectura de las nociones de sociogénesis de Fanon.
Otras ideas que toma prestadas de Fanon son su rechazo de las dialécticas del reconocimiento y su visión única del impacto del racismo en la ética y el concepto del Otro. Como Fanon, Gordon argumenta que buscar el reconocimiento blanco conduce a depender de los blancos. También quiere decir hacer que los blancos sean el estándar de valor. Sin embargo, Gordon rechaza la tesis de que el racismo se trata de una dialéctica entre el Ser y el Otro. Los racistas antiblancos no ven a los negros como el Otro, de acuerdo a Gordon. Esa relación solo existe entre los blancos y cualquiera que ellos vean como seres humanos o genuinos Otros. Por lo tanto, la lucha entre el racismo antinegro es irónicamente para que los negros se conviertan en Otros. Este desplazamiento de la otredad quiere decir que la lucha en contra del racismo está governada no por leyes morales si no por leyes trágicas en las cuales la inocencia se vuelve irrelevante. Gordon concluye la obra con una mirada hacia como los académicos leen la importancia de Fanon: Henry Louis Gates, Jr., argumentó que sólo la biografía de Fanon era de interés contemporáneo, y buena literatura. Cedric Robinson argumentó que Gates falló en ver las dimensiones políticas del pensamiento de Fanon y que debería ser leído como un revolucionario con orientaciones marxistas. Gordon señala que ambos académicos estaban cometiendo actos de decadencia disciplinaria al condenar otras disciplinas por no ser las de ellos. Fue al final de ese libro que el concepto de decadencia disciplinaria fue introducido. Retomó el concepto en el libro Disciplinary Decadence (2006). La reputación de Gordon en los estudios sobre Fanon creció gracias a su antología coeditada, Fanon: A Critical Reader (1996), y sus muchos artículos publicados en la última década sobre las varias dimensiones del pensamiento de Fanon. En esos trabajos, introdujo lo que llamó "las cinco etapas de los estudios sobre Fanon", y ofreció una variedad única de lecturas sobre su obra. Ha demostrado conexiones entre Du bois y Fanon en el concepto de consciencia doble; ha escrito sobre cómo la crítica de Fanon sobre la normatividad blanca conduce a la pregunta de si la sociedad moderna tiene ninguna noción de lo que constituye una persona negra normal; Fanon, argumenta Gordon, busca una noción de cómo eso sería posible.
Los textos de Gordon presentan una expansión continua de su léxico y enfoque filosófico. En su libro de crítica social, Her Majesty's Ohter Children: Sketches of Racism from a Neocolonial Age (1997), exploró problemas de teoría crítica de la raza y filosofía e introdujo uno de sus experimentos de pensamiento más famosos. En el capítulo "Sexo, Raza, y Matrices del Deseo", Gordon dijo haber creado una matrix racial-sexual-de género y la usó para desafiar nuestras presuposiciones sobre el asunto. En esa matrix, una mujer blanca, por ejemplo, se mezcla porque su blancura la vuelva masculina pero su feminidad la vuelve negra. O ciertas relaciones son transformadas, donde las relaciones interraciales del mismo sexo no son necesariamente homosexuales o lesbianas. Lo que es impactante del libro es un tema que algunos de sus críticos ya habían notado en sus trabajos previos, y ese es el rol de la música en su prosa y análisis. Gordon aquí desarrolla su argumento sobre el día a día de sus libros anteriores para argumentar que el peligro de la mayoría de las teorías de la transformación social es que fallan a la hora de tomarse en serio las dimensiones estéticas de la vida cotidiana. El pensamiento político y moral y la economía son buenos para construir contextos en los cuales la gente pueda sostener una vida biológica y social, pero son terribles para articular lo que quiere decir vivir en un mundo vivible. Gordon argumenta que una sociedad genuinamente emancipada crearía espacios para la celebración ordinaria de los placeres cotidianos. En su obra más reciente[¿cuál?], Gordon ha estado argumentando sobre la geografía de la razón y la importancia de la contingencia en la vida social. Sin embargo, debe ser notado que la legitimidad de su "matrix-mixta" depende largamente de sus aplicaciones controversiales a las semióticas de la raza y el género.

### Razón y racionalidad
Un problema del pensamiento de Occidente, Gordon argumenta, es que ha subordinado la razón a una posición de instrumento de la racionalidad y creado una noción antinegra del panorama geográfico de la razón. Cambiar la geografía de la razón, argumenta, significaría una guerra en contra de las clases de decadencia que tratan toda comunidad humana como incapaz de manifestar la razón. Pero además, Gordon argumenta que la razón es más amplia que la racionalidad porque debe evaluarla. La racionalidad solo podría intentar imponer consistencia en la razón, pero la razón podría indicar que la consistencia máxima, aunque fuera razonable, podría ser irracional. El libro reciente de Gordon ha sido un desarrollo de estas cuestiones. Sus libros coeditados con Jane Anna Gordon, Not Only the Master's Tools: African-American Studies in Theory and Practice (2005) y A Companion to African-American Studies (2006), ofrecen algunos importantes nuevos conceptos en el desarrollo actual de su pensamiento. En el primero, ofrece un tratamiento extenso de la filosofía afroamericana y de la importancia del pensamiento fenomenológico existencialista Africana a través de una crítica de la admonición de "usar las herramientas del maestro" de Audre Lorde. La respuesta de Gordon es que (1) las herramientas no solo deberían ser usadas para derribar casas sino también para construirlas; (2) las herramientas del maestro no son las únicas disponibles; (3) y la construcción de casas alternativas (modelos teóricos, filosofías) podría descentrar el valor de la casa del maestro, quitándole su condición de predominio. En su ensayo "African-American Philosophy, Race and Racism", el cual es su mayor contribución dentro de ese volumen, provee de una evaluación comprensiva y concisa de su trabajo hasta la fecha. En la introducción de Companion, él y Jane Gordon formulan una teoría de los Estudios Africo-Americanos como una forma de doble consciencia. Pero la clave aquí es su introducción de su concepto del "imperativo pedagógico". Este imperativo se refiere al deber del profesor de aprender y continuar aprendiendo la cosmovisión más amplia y precisa que esté disponible para la humanidad. Los editores también avanzan una teoría del internacionalismo, localismo y nihilismo de mercado ante el surgimiento de una clase gerencial independiente para describir las dinámicas de la academia contemporánea.

## Clasificación de las contribuciones de Gordon a la Sociología y Filosofía
Gordon considera que todos sus trabajos forman parte de una tradición humanista. El rol de los intelectuales, desde su punto de vista, es desafiar los límites del conocimiento humano y al hacerlo, alcanzar algún tipo de avance en lo que llama "la guerra Geist". Para él, la importancia del trabajo intelectual podría ser resumida en su afirmación de que cuando uno "logra" algo como ser humano lo hace para toda la humanidad, pero cuando fallamos siempre lo hacemos solos. El trabajo de Gordon también ha sido caracterizado como una forma de sociología existencialista. Las dimensiones sociológicas de su trabajo han recibido mucha atención, y los lectores de su libro, Dsciplinary Decadence: Living Thought in Trying Times (2006) lo han descrito como un trabajo que no es solamente de filosofía (disciplinaridad), si no también de educación y de la sociología de la formación de disciplinas en sí mismas. Gordon, sin embargo, describe lo que está intentando hacer como una suspensión teleológica de la disciplinaridad.

## Obras publicadas
Gordon ha producido aproximadamente 100 artículos, capítulos de libros y reseñas. Algunos de los libros de Gordon actualmente disponibles son:
- Freedom, Justice, and Decolonization (Routledge 2021)
- What Fanon Said: A Philosophical Introduction to his Life and Thought (Fordham University Press, 2015)
- Con Jane Anna Gordon, Of Divine Warning: Reading Disaster in the Modern Age (Paradigm Publishers, 2009)
- Una Introducción a la Filosfía Africana (Cambridge Prensa Universitaria, 2008)
- Disciplinary Decadence: Living Thought in Trying Times (Paradigm Publishers, 2006)
- A Companion to African American Studies (ed. with Jane Anna Gordon) (Blackwell, 2006)
- Not Only the Master's Tools: African-American Studies in Theory and Practice (ed. con Jane Anna Gordon) (Paradigm Publishers, 2005)
- Existentia Africana: Understanding Africana Existential Thought (Routledge, 2000)
- Her Majesty's Other Children: Sketches of Racism from a Neocolonial Age (Rowman & Littlefield, 1997). Ganador del premio Gustavus Myers Outstanding Book Award para el Estudio de los Derechos Humanos en América del Norte.
- Existencia en Negro: Una Antología de Filosofía Existencial Negra, (ed.) (Routledge, 1997)
- Fanon: Un Lector Crítico (ed. con T. Denean Sharpley-Bacaladilla y Renée T. Blanco) (Blackwell, 1996)
- Fanon Y la Crisis de Hombre europeo: Un Ensayo sobre la Filosofía y las Ciencias Humanas (Routledge, 1995)
- Mala fe y Racismo Antinegro (Libros de Humanidad, 1995/1999)

### Artículos on-line por Lewis Gordon
- Du Bois's Humanistic Philosophy of the Human Sciences, 2000
- A Philosophical Account of Africana Studies: An Interview with Lewis Gordon by Linda Martin Alcoff, 2003
- New Introduction to Steve Biko's I Write What I Like, 2005
- Africa-America Philosophy, Race and the Geography of Reason, 2006
- Through the Hellish Zone of Non-Being: Thinking Through Fanon, Disaster, and the Damned of the Earth, 2007
- The Market Colonization of Intellectuals (enlace roto disponible en Internet Archive; véase el historial, la primera versión y la última).,Truthout, 2010
- Of Illicit Appearance: The L.A. Riots/Rebellion as a Portent of Things to Come, Truthout, 12 de mayo de 2012
- Manifesto of transdisciplinarity. Lewis Gordon, "To not become slaves of knowledge of others", 2011 (título original: "Manifiesto de Transdiciplinariedad. Para no volvernos esclavos del conocimiento de otros"), en el periódico estudiantil Trans-pasando Fronteras (URL visitado el 29 de agosto de 2012)